# Wszesuł
Wszesuł – staropolskie imię męskie, złożone z członu Wsze- ("wszystek, każdy, zawsze") oraz -suł ("obiecywać" lub "lepszy, możniejszy"). 